# 新天辻トンネル
新天辻トンネル（しんてんつじトンネル）は、奈良県五條市にある国道168号のトンネル。紀伊半島の分水界（熊野川水系と紀の川水系を隔てる場所）に位置する天辻峠を越える。
この峠には他に、旧道の「天辻隧道」、鉄道未成線（国鉄五新線）の「天辻トンネル」、猿谷貯水池から西吉野発電所への導水用の「天辻トンネル」のあわせて4つのトンネルがある。これらについても本項で解説する。

## 新天辻トンネル
1959年（昭和34年）に旧道のバイパスルートとして開通。入口の扁額には「新天辻隧道」と書かれている。国道168号線のトンネルとしては唯一プレキャストコンクリートによる舗装補修がされている。
- 全長 1,174 m
- 車道幅員
- 全幅員
- 完成年月 1959年8月

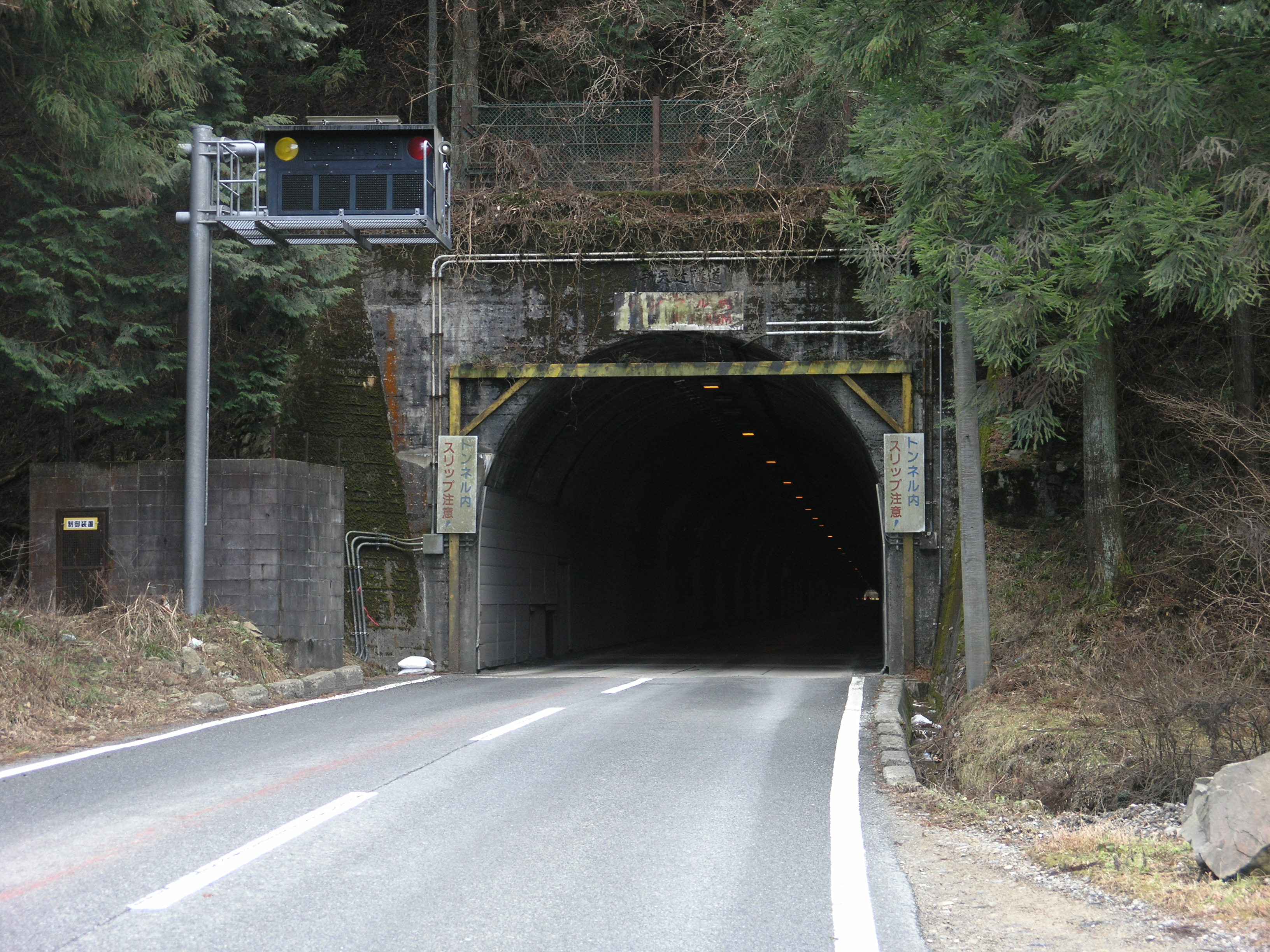
北側入口 五條市西吉野町
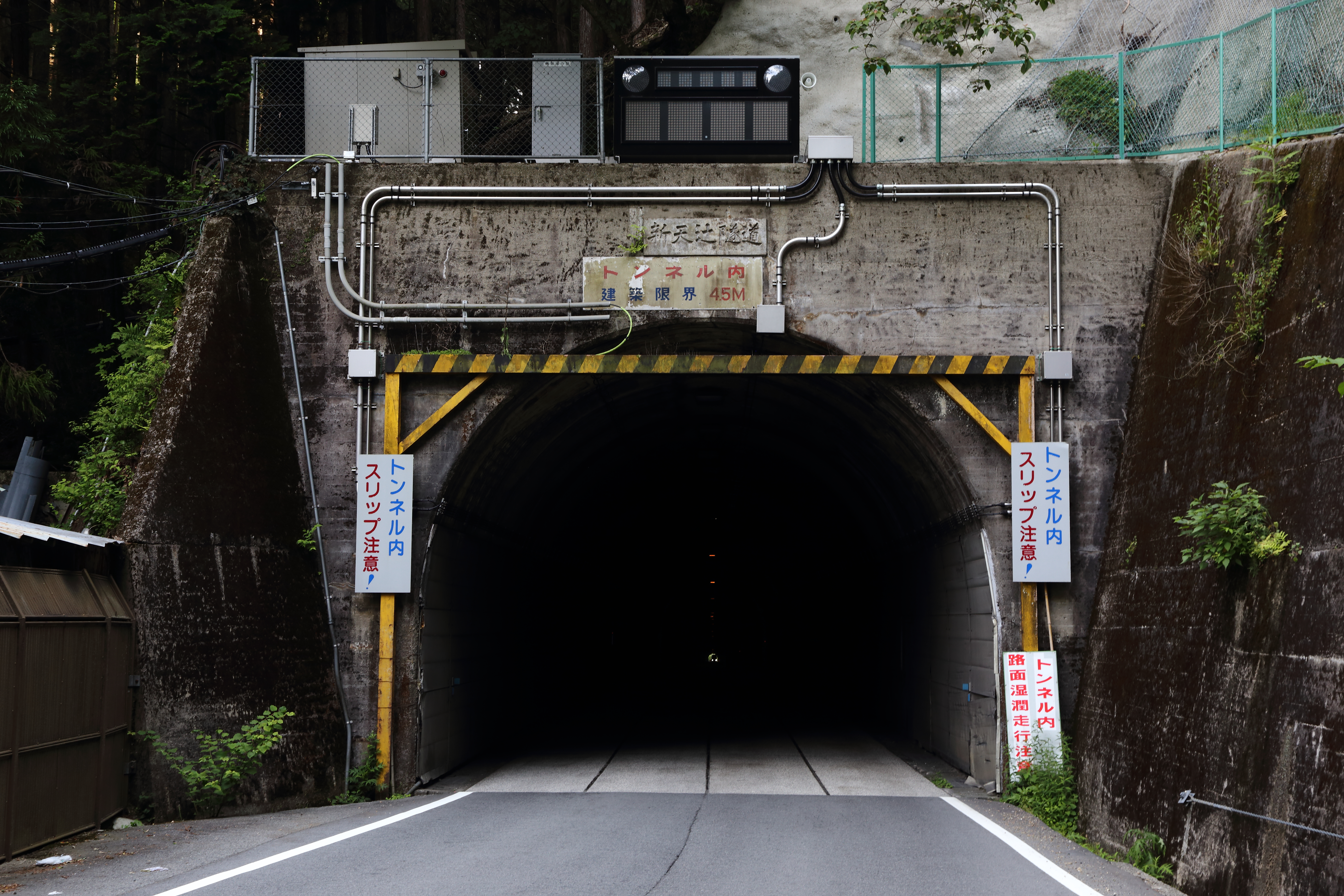
南側入口 五條市大塔町
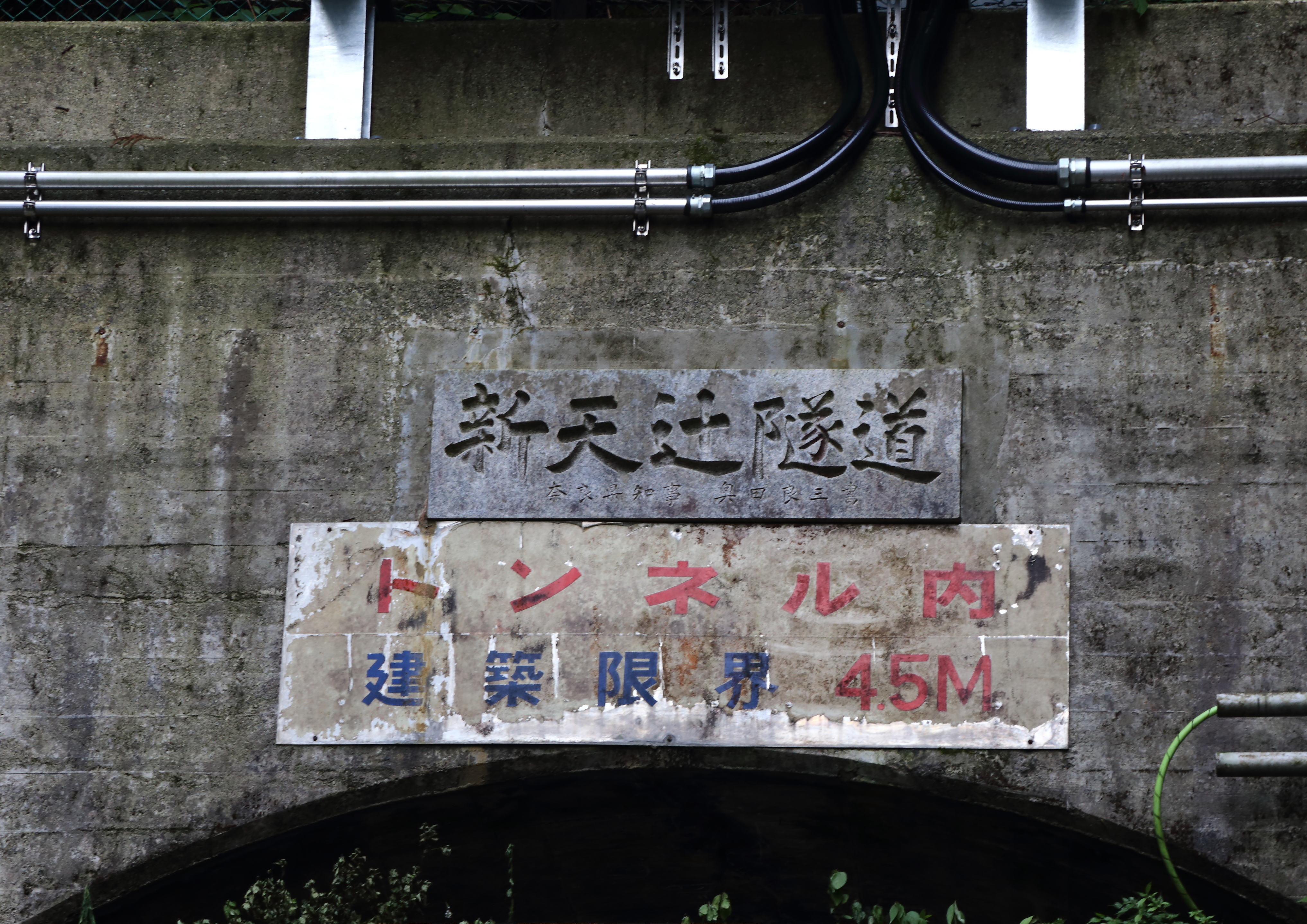
扁額「新天辻隧道」 奈良県知事 奥田良三書

## 天辻隧道

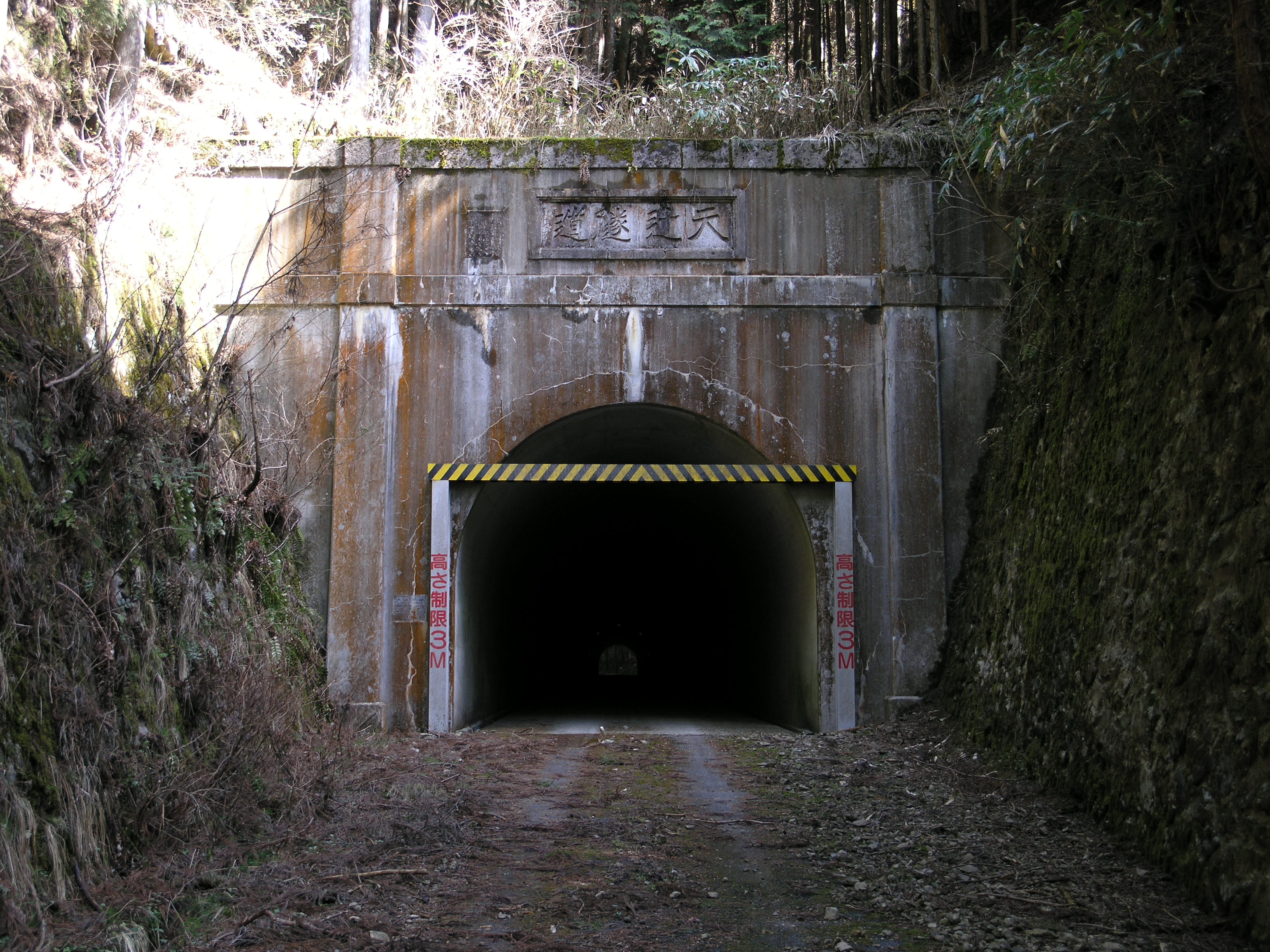
天辻隧道（南側入口）

1922年（大正11年）に開通。隧道は当初からコンクリート造りであった。道路隧道の構造材料にコンクリートを用いるようになったのは大正末期で、現存するものとしては徳島県海部郡牟岐町の松坂隧道（1921年竣工）が国内最古とされているが、天辻隧道はそれに次ぐ古いもので、土木技術史的・全国的にも貴重な近代化遺産である。新天辻トンネル開通後も現役のトンネルとして通行可能であり、1999年（平成11年）にはトンネル南口の改築を中心とする改修工事がなされている。しかしトンネルへ至るまでの道路（林道永谷天辻線）の一部に倒木や土砂崩落などがあり、自動車等の通行が困難な場合がある。大塔側のトンネルポータルには高さ制限3mの梁が設置されている。
- 全長 80間 (145.5 m)
- 有効幅員 15尺 (4.54 m)
- 全幅員 18尺 (5.45 m)
- 完成年月 1922年12月

## 鉄道トンネル

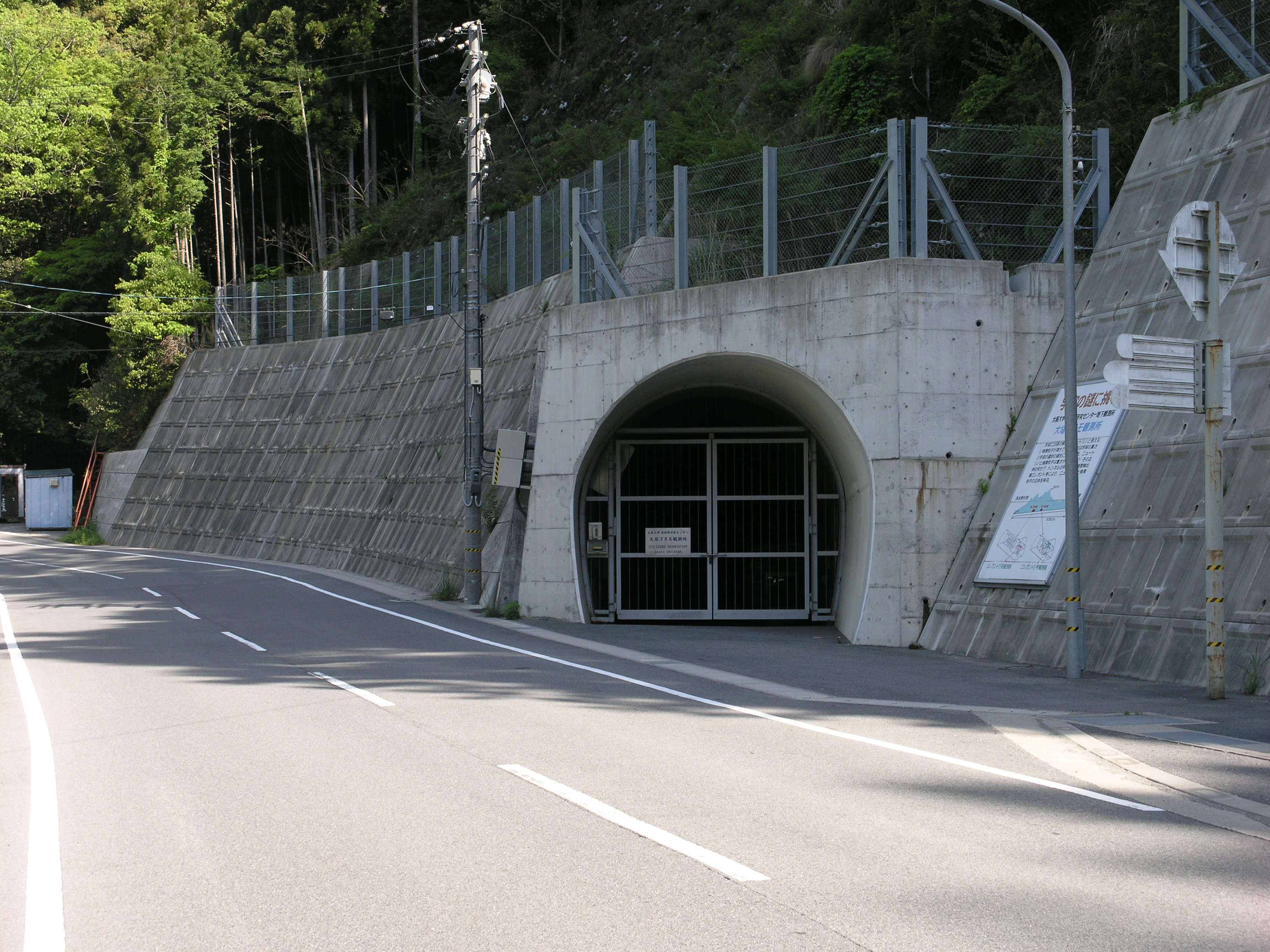
五新線天辻トンネル（南側入口）

五條市西吉野町立川渡と同市大塔町阪本を結ぶトンネル。五条駅と新宮駅を結ぶ計画だった五新線の一部として、1972年（昭和47年）に開通。実際に列車が走る事はなく未成線として放置されていたが、1997年からトンネルの一部が「大阪大学核物理研究センター大塔コスモ観測所」として利用されていた。なお同観測所は下記の事情により2023年8月に閉鎖された。
2018年に新規事業化された一般国道168号五條新宮道路・新天辻工区で、本坑に平行して全長4,970ｍの第1号トンネルが建設される計画であるが。第1号トンネル掘削の際に発生するずりの搬出ルートとして本坑の活用が検討されている。
- 全長 5,039 m
- 幅員 単線
- 完成年 1972年

## 導水用トンネル
猿谷貯水池の水は貯水湖北岸にある阪本取水口からトンネルを通り、電源開発の西吉野第一発電所で発電機タービンを回転させ大和丹生川へ放流される。
- 全長 9,613 m
- 完成年 1956年

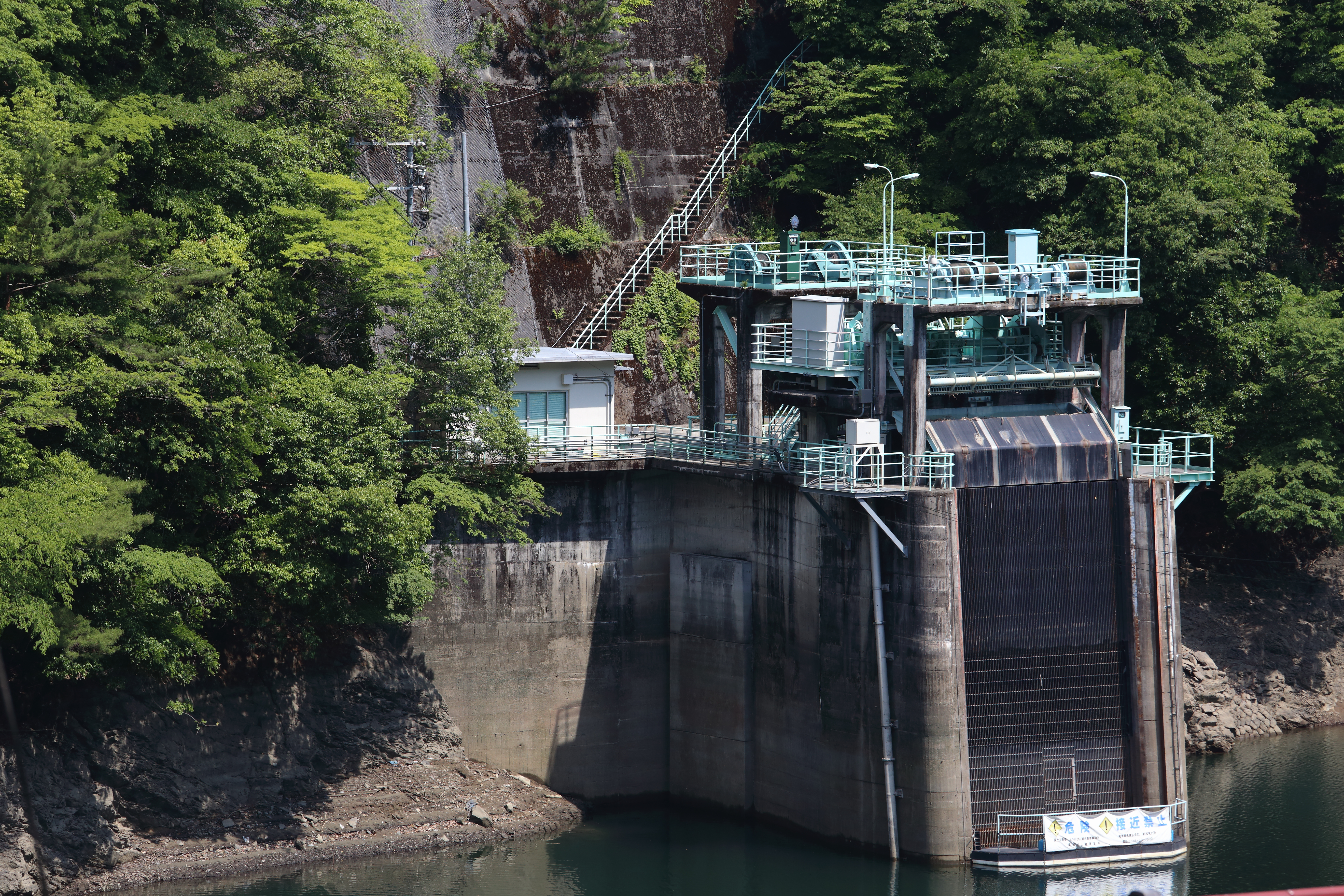
猿谷ダム湖にある阪本取水口
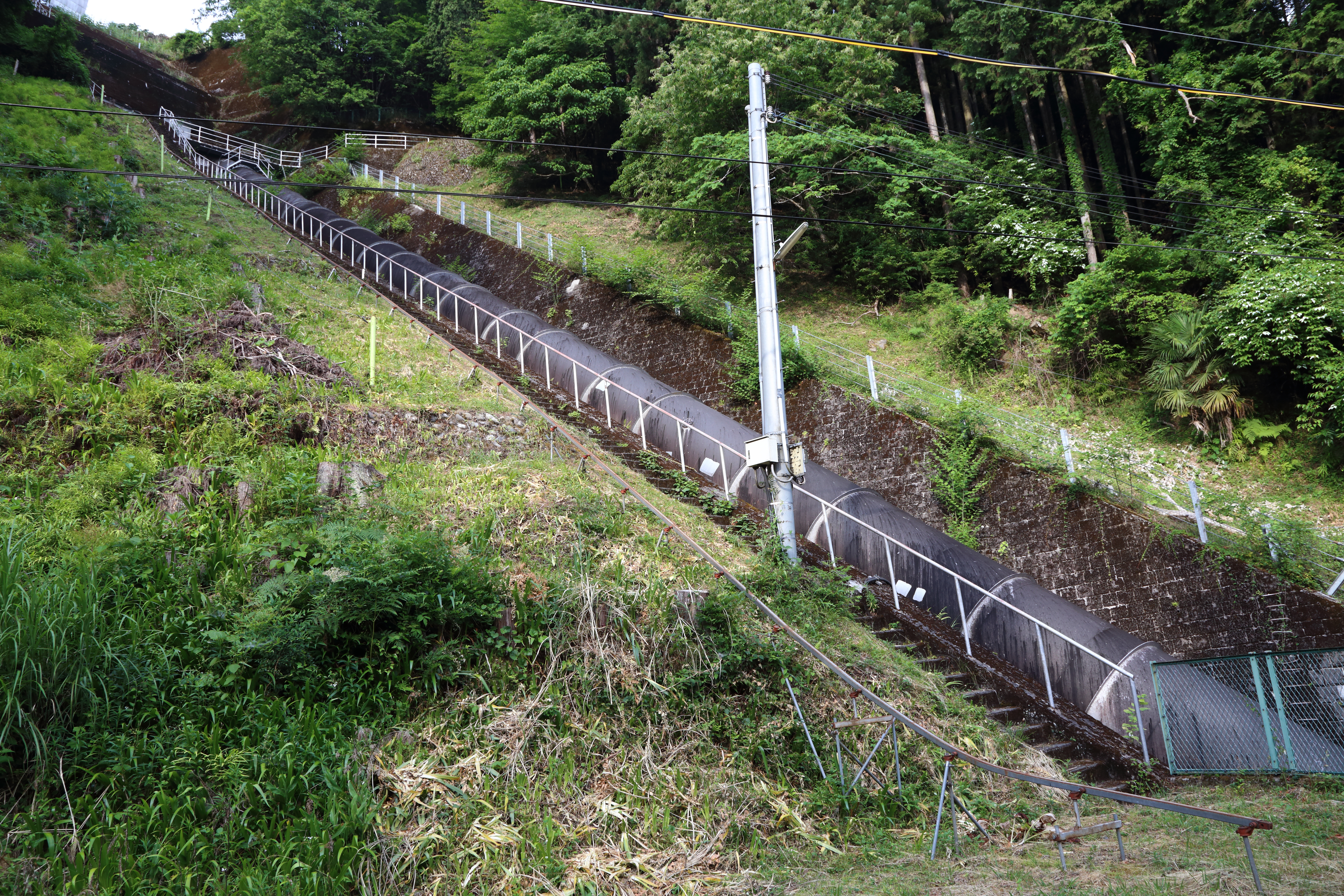
水圧鉄管
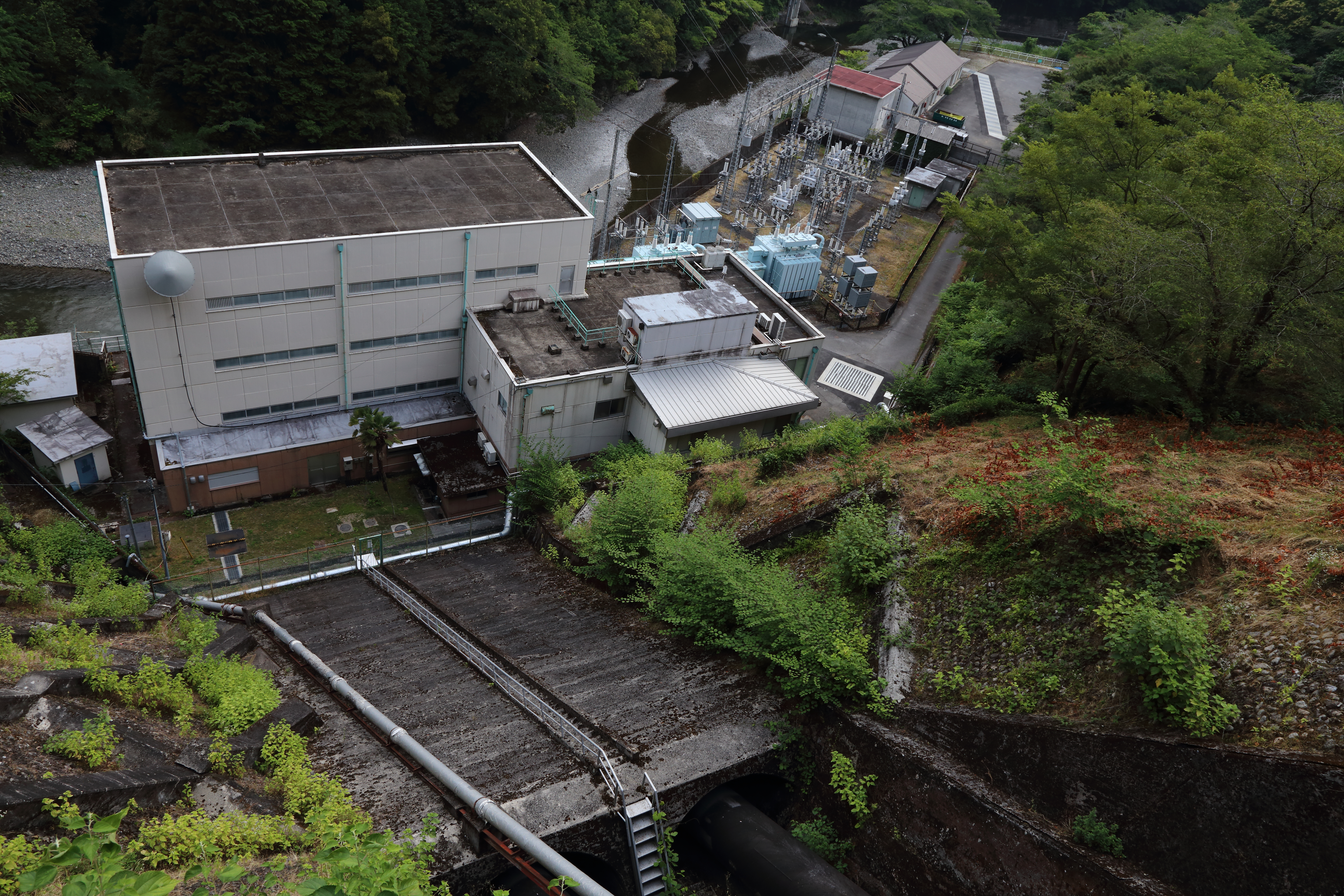
西吉野第一発電所